# Николаевский кадетский корпус
Николаевский кадетский корпус
Старшинство — 9 мая 1823 г
Образован — 6 декабря 1881 г.
Размещался в Санкт-Петербурге в здании по ул. Декабристов (до 1918 - Офицерская), 23.

## История
- 4 сентября 1864 — Открыт приготовительный пансион при Николаевском Кавалерийском училище в составе 100 воспитанников: два младших курса (Общие классы) разделили на четыре класса, соответствовавшие четырём классам военных гимназий. Первым начальником назначен статский советник А. В. Шакаев, известный петербургский преподаватель истории.
- 1878 — Преобразован в самостоятельное заведение с правами военной гимназии и переведён в собственное помещение на Офицерской улице.
- 1882 — Пансион преобразован в Николаевский кадетский корпус.
- Сентябрь 1917 — Николаевская гимназия военного ведомства.

## Особенности
В корпусе не было мест для казеннокоштных воспитанников, а плата за обучение была значительно выше, чем в других подобных заведениях – заранее приучая воспитанников к понятию «реверса» в кавалерии.
В отличие от всех других кадетских корпусов Российской империи, в Николаевском кадетском корпусе атмосфера была наименее казарменной — кадеты, формально оставаясь нижними чинами РИА, могли – как и юнкера Николаевского кавалерийского училища – иметь наёмных лакеев, исполнявших обычные обязанности офицерских денщиков: чистку сапог и платья, мелкие поручения и т. п. – одного на пять воспитанников.
Николаевский кадетский корпус продолжал сохранять и формальную связь с Николаевским кавалерийским училищем: 
- имел тот же вензель Императора Николая I, какой носило училище;
- воспитанники старшей роты:
  - вместо чёрных брюк носили синие кавалерийские бриджи;
  - и белый белёный мелом кожаный поясной ремень с портупеей, присвоенный нижним чинам гвардейской кавалерии (поэтому никаких усовершенствований по этой части «Славной училищной традицией» ни для кого не допускалось);
  - зимой носили длинные шинели кавалерийского образца вместо коротких пехотных;
  - были вооружены шашками кавалерийского образца вместо штыков;
  - сохраняли право обучаться езде в манеже училища.

Большинство кадет, окончивших корпус, шло в Николаевское кавалерийское училище, выходя в гвардейскую и армейскую кавалерию.

## Знамякорпуса
12 ноября 1903 года корпусу даровано простое знамя образца 1900 года. В центре — Спас Нерукотворный, кайма красная, шитьё золотое. Знамя имело гвардейское навершие образца 1857 года, древко жёлтое.

## Известные воспитанники
- Введенский, Александр Иванович (поэт)
- Гейрот, Александр Александрович
- Греков, Александр Митрофанович
- Деммени, Евгений Сергеевич
- Довбор-Мусницкий, Иосиф Романович
- Зайцов, Всеволод Александрович
- Келлер, Фёдор Артурович
- Лачин, Василий Павлович
- Лермонтов, Михаил Юрьевич
- Мамонтов, Константин Константинович
- Миллер, Евгений Карлович
- Остроградский, Борис Александрович
- Пожедаев, Георгий Анатольевич
- Сейид Мир-Алим-хан
- Стогов, Николай Николаевич
- Шиллинг, Николай Николаевич
- Эрдели, Иван Георгиевич